# Niangziguan
Niangziguan (chinesisch 娘子關 / 娘子关, Pinyin Niángzǐ Guān) (oder Niangzi-Pass, auch Damenpass) ist ein Gebirgspass an der Chinesischen Mauer 55 km westlich von Shijiazhuang, der Hauptstadt der chinesischen Provinz Hebei.

## Lage
Er ist einer der Hauptpässe von der Provinz Shanxi nach Hebei über das Taihang-Gebirge und liegt in der gleichnamigen Stadt unweit des Punktes, an dem die Eisenbahnstrecke von Shijiazhuang nach Taiyuan die Grenze zwischen den beiden Provinzen überquert.
Der hier befindliche Übergang wurde 1542 während der Ming-Dynastie erbaut. Das dort befindliche Torhaus ist teilweise gut erhalten, es ist aus Ziegel- und Natursteinen erbaut und trägt einen Turm. Er wird von mehr als 1.000 m hohen Hügeln flankiert und der Fluss Tao He windet seinen Weg durch das tiefer liegende Tal. Diese Lage war früher eine enge Passage für Menschen und Pferde. Die Verteidigung des Passes spielte eine Schlüsselrolle in der Schlacht von Xinkou zwischen Nationalchinesen und Japanern im Jahr 1937.
Der Name geht auf die Legende zurück, dass während der Tang-Dynastie eine Truppe Soldatinnen unter dem Kommando von Prinzessin Pingyang, der Tochter des ersten Tangkaisers Tang Gaozu, an dieser Stelle ihr Lager hatten. Umgeben von einem Irrgarten an Hügeln und Tälern, wurde der Niangziguan auch als „Der neunte Pass der Chinesischen Mauer“ bezeichnet.